# Učinki pesticidov na okolje
Učinki pesticidov na okolje zajemajo poleg ciljnih organizmov - škodljivcev - tudi druge organizme na območju, kamor so aplicirani in okolici, vključno s človekom.
Več kot 98% škropljenih insekticidov in 95% herbicidov ne doseže ciljne vrste, ampak druge vrste zrak, vodo, usedline in hrano. Pesticidi onesnažijo kopno in vodo kadar uidejo z lokacij proizvodnje, z rezervoarjev, s polj, ko so odvrženi, ko so škropljeni iz zraka, in kadar so škropljeni v vodo z namenom ubiti alge. Na količino pesticidov, ki potuje s predvidenih območij uporabe, vplivajo določene kemijske značilnosti: nagnjenje k vezavi z zemljo, njihov parni tlak, topnost in odpornost na razpadanje. Vplivajo tudi dejavniki v zemlji, kot so njena tekstura, zmožnost zadrževanja vode in količina organskih snovi, ki jih vsebuje, tudi vplivajo na količino pesticidov, ki zapustijo območje. Nekateri pesticidi prispevajo h globalnemu segrevanju in tanjšanju ozonskega plašča.

## Zrak
Pesticidi lahko prispevajo k onesnaževanju zraka. Pesticidni raznos nastane, ko pesticide odložene v zrak kot delce, prenese veter na druga območja in jih morebitno onesnaži. Pesticidi, ki so uporabljeni na pridelkih, lahko izpuhtijo, lahko jih odpihne veter v bližnja območja in potencialno ogrožajo divjino. Tudi kapljice škropljenih pesticidov ali delci pesticidov v obliki prahu lahko potujejo z vetrom na druga območja, ali pa se prilepijo na delce, ki jih razpiha veter, kot na primer prašni delci. Škropljenje tal proizvede manj pesticidnega drifta kot zračno škropljenje. Kmetje lahko namestijo ločitveno območje okoli pridelkov, ki je sestavljen iz neuporabljene zemlje ali ne-poljščin kot so zimzelena drevesa, da služi kot vetrobran in absorbira pesticide in tako prepreči raznos na drugih območjih. Taki vetrobrani so zakonsko predpisani na Nizozemskem.
Pesticidi, ki so škropljeni na polja in so uporabljeni za fumigacijo zemlje, lahko oddajajo kemikalije, imenovane hlapljive organske spojine, ki lahko reagirajo z ostalimi kemikalijami in tvorijo onesnaževalec, imenovan troposperniozon. Pesticidi uporabijo približno 6 procentov celotnih troposperičnih ozonskih stopenj.

## Voda
V Združenih državah so odkrili, da je s pesticidi onesnažen vsak potok in več kot 90% vodnjakov v vzorcu raziskave, ki jo je opravil geološki zavod ZD. Ostanki pesticidov so bili prav tako najdeni v dežju in podtalnici. Raziskave vlade Združenega kraljestva so pokazale, da so koncentracije pesticidov v nekaterih vzorcih rečne vode in podtalnice presegle koncentracije, dopustne za pitno vodo.
Učinki pesticidov na vodne sisteme so pogosto raziskani s hidrološkim modelom prenosa, da bi proučili gibanje in usodo kemikalij v rekah in potokih. Že zgodaj, v 70. letih prejšnjega stoletja, se je izvedla količinska analiza odtekanja pesticidov, da bi predvidela količino pesticidov, ki bo dosegla površinske vode.
Obstajajo štiri večje poti, kako pesticidi dosežejo vodo: lahko naplavijo izven namenskega območja, kjer so bili škropljeni, lahko pronicajo ali se precejajo skozi zemljo, lahko so pripeljani do vode kot odtok ali pa politi, na primer ponesreči ali zaradi zanemarjanja. Vodo lahko dosežejo tudi zaradi erodirane zemlje. Faktorji, ki vplivajo na zmožnost pesticidov, da kontaminirajo vodo, vključujejo njeno topnost, razdaljo med mestom aplikacije in vodnim telesom, vreme, tip zemlje, prisotnost rastočega pridelka in metodo za apliciranje kemikalij.
Maksimalne stopnje dovoljenih koncentracij za posamezne pesticide v javnih vodnih telesih določa agencija za varstvo okolja v ZDA. Podobno je vlada Združenega kraljestva postavila okoljske standarde kvalitete (EQS) oziroma maksimalno dovoljene koncentracije nekaterih pesticidov v vodnih telesih, ko postanejo toksični. Evropska unija prav tako nadzoruje maksimalne koncentracije pesticidov v vodi.

## Zemlja
Večina kemikalij, uporabljenih v pesticidih, je dolgotrajnih onesnaževalcev zemlje. Njihovi učinki lahko se lahko prenašajo še desetletja in slabo vplivajo na ohranitev zemlje.
Uporaba pesticidov zmanjšuje splošno biološko raznolikost v zemlji. Neuporaba kemikalij vodi v višjo kvaliteto zemlje  in dodatno prispeva s tem, da je več organskih snovi v zemlji, kar omogoča večje zadrževanje vode. To pomaga povečati pridelke za kmetije v sušnih obdobjih, saj imajo organske kmetije 20-40% več pridelkov kot njihovi običajni kolegi. Manjša vsebnost organskih snovi v zemlji poveča količino pesticidov, ki zapustijo mesto aplikacije, saj se organske snovi vežejo in pomagajo zlomiti pesticide.

## Učinki na žive organizme

### Rastline
Fiksacija dušika, ki je potrebna za rast visokih rastlin, je otežena s strani pesticidov v zemlji. Insekticidi, DDT, metil paration in še posebej pentaklorofenol se dokazano vmešajo v legume-rhizobium kemično signalizacijo. Zmanjšanje te simbiotične kemične signalizacije se kaže v zmanjšani fiksaciji dušika in posledično zmanjšani količini pridelkov. Koreninski mešički v teh rastlinah vsako leto rešujejo svetovno ekonomijo za deset miljard dolarjev v sintetičnih dušikovih gnojilih.
Pesticidi lahko ubijejo čebele in so strogo vključeni v upadanje opraševalcev, izgubo vrst, ki oprašujejo rastline, vključno z mehanizmom motnje propadanja kolonij, kjer čebele delavke iz panja ali kolonije Western čebel nenadno izginejo. Apliciranje pesticidov pridelkom v cvetu lahko ubije čebele, ki delujejo kot opraševalke. USDA in USFWS trdita, da kmetje Združenih držav izgubijo najmanj 200 milijonov dolarjev na leto zaradi zmanjšanega opraševanja pridelkov, saj pesticidi, aplicirani na polja, uničijo približno petino čebeljih kolonij v ZD in oškodujejo dodatnih 15 %.
Po drugi strani imajo lahko pesticidi direkten škodljiv učinek na rastline, vključno s šibkim razvojem koreninskih laskov in zmanjšano rastjo rastlin..

### Živali
Pesticidi prizadenejo ogromno škodo živalskim organizmom. Veliko držav želi preprečiti uporabo pesticidov z njihovimi akcijskimi načrti za biotsko raznovrstnost.
Živali se lahko zastrupijo z ostanki pesticidov, ki ostanejo v hrani po škropljenju, na primer, divje živali vstopijo na škropljena polja ali bližnja območja kmalu po škropljenju.
Razširjena aplikacija pesticidov lahko odstrani vire hrane, ki jih določene vrste živali potrebujejo, in tako povzročijo preseljevanje živali, spremembo njihove prehrane ali stradanje. Zastrupitev s pesticidi lahko potuje navzgor po prehranjevalni verigi; na primer pticam škoduje, ko pojedo insekte in črve, ki so zaužili pesticide. Nekateri pesticidi se lahko kopičijo v organizmih ali narastejo do toksičnih stopenj v telesih organizmov, ki jih zaužijejo. Fenomen, ki še posebej močno učinkuje na vrste, ki so visoko na prehranjevalni verigi.

#### Ptiči
Beloglavi orel je primer ptičje vrste, ki je indirektno ogrožena zaradi uporabe pesticidov. V knjigi Nema pomlad avtorica Rachel Carson opisuje izumrtje ptičjih vrst zaradi bioakomulacije pesticidov v njihovem tkivu. Tako obstaja možnost izumrtja teh ptic zaradi uporabe pesticidov. V Britanskem kmetijstvu je populacija pri desetih različnih vrstah ptic upadlo za deset milijonov od leta 1979 do 1999. Razlog za to je zmanjšanje rastlinskih in živalskih vrst s katerimi se ptice prehranjujejo. Po vsej Evropi je ogroženih 116 ptičjih vrst. Za zmanjšanje populacije ptic je bilo ugotovljeno, da je povezano s časom in območjem, na katerim so se uporabljali pesticidi. V drugem primeru je le nekaj vrst fungicidov, ki se uporabljajo v pridelovanju arašidov, je delno toksičnih za ptice in sesalce, vendar lahko iztrebi deževnike, kar je lahko posledica za zmanjša populacije ptic in sesalcev, ki se hranijo z njimi.
Določene vrste pesticidov izdelujejo v obliki zrnc, katere ptice pogosto zamenjajo za zrnja hrane kar je lahko usodno.
Če se herbicid parakvat razprši po ptičjih jajcih, lahko povzroča nepravilno rast zarodkov in tako zmanjšuje število piščancev, ki se uspešno izvalijo. Večina herbicidov ne povzroča direktne škode pticam. Herbicidi ogrožajo populacije ptic z zmanjšanjem njihovega življenjskega prostora.

#### Vodno življenje
Ribe ter ostala vodna bitja so ogrožena zaradi onesnaženja s pesticidi. Z izlivom pesticidov v reke in potoke je zelo ogroženo vodno življenje. Včasih povzroči celo poboj vseh rib v določenem delu.
Herbicidi v vodi povzročijo pogin rib . Zaradi izumrtja vodnih rastlin pride do pomanjkanja kisika v vodi. Določeni herbicidi, kot so bakrovsulfit, ki uničujejo rastline  v vodi, so v enakih koncentracijah strupene za ribe in ostale vodne organizme v isti koncentraciji. Ponavljajoči izlivi pesticidov v vodo lahko povzročijo fizične ter vedenjske spremembe pri ribah, kot npr. zmanšanje populacije zaradi opustitve gnezd, zmanjšanje odpornosti na bolezni ali pomanjkanje zmožnosti izogiba plenilcem.
Uporaba herbicidov lahko ubije rastline,ki so pomembne za življenjski prostor rib.
Pesticidi lahko vplivajo na mikroorganizme kot je zooplankton v vodi, ki je pomemben za prehranjevanje mladih rib. Pesticidi lahko pobijejo žuželke, ki so pomembne za prehranjevanje rib. Te, zaradi pomanjkanja hrane, potujejo dlje, kar povzroči večjo možnost za napade plenilcev.
Pesticidi se hitro razgrajujejo v vodi zato manj ogrožajo vodno življenje. Za vodno življenje so najbolj nevarni insekticidi, bolj kot herbicidi ali fungicidi.

#### Dvoživke
V zadnjih desetih letih je po celem svetu zabeleženo upadanje populacije dvoživk iz nepojasnjenih razlogov. Del tega bi lahko pripisali pesticidom.
Mešanice različnih vrst pesticidov imajo kumulativen toksični učinek na žabe. Paglavci v ribnikih, v katerih je prisotno več pesticidov, imajo daljšo metamorfozo v žabe, slabše lovijo in so bolj izpostavljeni plenilcem.
Kanadska študija je pokazala, da paglavci ki so izpostavljeni endosulfanu na ravni organokloridnih pesticidov, ki jih je mogoče najti v habitatih v bližini polj škropljenih s kemikalijami, le te ubija paglavce in vpliva na njihovo rast ter vedenje.
Dokazano je, da herbicid atrazin spremeni moške žabe v hermafrodite in tako zmanjša možnost za njihovo razmnoževanje.

#### Ljudje
Pesticidi lahko vstopijo v človeško telo preko vdihavanja prahu in hlapov, ki vsebujejo pesticide. V človeško telo lahko tudi pridejo z zauživanjem hrane ter vode ali pa z direktnim kontaktom s kožo. Tudi pesticidi, s katerimi škropijo sadje in zelenjavo, lahko pronicajo v podtalnico, katero zaužijemo s pitjem.
Učinek pesticidov na človeško telo je odvisen od strupenosti kemikalije, trajanj ter pogostost izpostavljenosti. Zato so kmetje in njihove družine najbolj izpostavljeni kmetijskim pesticidom. Pri vsakem človeku lahko najdemo sledove pesticidov v vzorcih maščobe v telesu. Otroci so bolj dovzetni za pesticide zaradi majhnosti in neodpornosti. Kemikalije se s časom kopičijo v telesu.
Učinki izpostavljenosti pesticidom imajo širok spekter pokazateljev: od blagega draženja kože do okvare ploda, tumorjev, genetskih sprememb, krvnih in živčnih motenj, motnje endokrinega sistema, in celo komo ali smrt. Nekateri insekticidi, vključno z aldrin, klordan, DDT, dieldrin, endrin, heptaklor , heksaklorobenzen, mireks, in toksafen, spadajo pod POP (iz ang. persistent organic pollutants). POP ima sposobnost, da izpari in prepotuje velike razdalje po zraku in se tako odlaga v oddaljenih regijah. Kemikalije imajo prav tako sposobnost bioakumulacije. Njihova koncentracija se lahko poveča na 70000 kratno originalno koncentracijo. POP lahko še naprej zastrupljajo ne ciljne organizme v okolju in povečujejo tveganje tudi za ljudi. Povzročajo motnje v endokrinem sistemu, imunskem sistemu. Posledice so rak, neplodnost in mutageni učinki, sicer pa je trenutno zelo malo znanega o teh kroničnih učinkih. Nekateri POP so prepovedani, medtem ko druge še naprej uporabljamo.

#### Odpornost škodljivcev
Nekateri škodljivci so dovzetni za pesticide drugi pa so lahko, zaradi svoje genetske strukture, zelo odporni. Škodljivci lahko postanejo imuni na pesticide. Zato, da škodljivci nebi postali imuni, se izvaja rotacija pesticidov. To pomeni izmenične uporabe različnih vrst pesticidov, ki se razlikujejo po načinu delovanja.
Mešanje pesticidov je kombinacija dveh ali več vrst pesticidov z različnimi načini delovanja z namenom izboljšanja posamezne vrste pesticidov in tako tudi deloma preprečiti odpornost škodljivcev na pesticide.

## Delovanje pesticidov proti neciljnim organizmom
Organizme, katere nimamo namena uničiti s pesticidi, lahko ubijemo neposredno zaradi uporabe kemikalij. V primerih, ko igra škodljivec zelo pomembno vlogo v prehrambeni verigi določenih živalskih vrst, se zgodi, da zaradi zauživanja zastrupljenih škodljivcev ali pomanjkanja hrane ubijemo škodljivce in koristne populacije organizmov. Študija, ki je primerjala biološko zatiranje škodljivcev z uporabo insekticidov (piretroidi) proti moljem Diamondback, ki je pogost škodljivec zelju, je pokazala, da je uporaba insekticidov povečala populacije škodljivcev zaradi izgube insektov plenilcev, 
kjer pa biološki nadzor ni pokazal enakega učinka. Prav tako so pesticidi, ki so jih razpršili v prizadevanju za nadzor odraslih komarjev, lahko začasno vplivali proti naraščanju populacije komarjev, vendar pa lahko na dolgi rok povzročijo povečanje populacije, saj škodujejo dejavnikom naravnega nadzora. Ta pojav, v katerem se je prebivalstvo škodljive vrste obnovilo ali celo skokovito povečalo, glede na obdobje pred uporabo pesticidov, se imenuje preporod. Ta je lahko povezano z uničenjem plenilcev in drugih naravnih sovražnikov škodljivcev.
Izguba plenilskih vrst lahko povzroči povezan pojav, imenovan sekundarni škodljivčev izbruh in povečuje težave, ki izvirajo iz vrst, katere niso bile prvotno zelo škodljive in so to postale zaradi izgube njihovih plenilcev ali parazitov. Ocenjeno je, da je tretjina od 300 najnevarnejših škodljivcev v ZDA bilo prvotno sekundarnih škodljivcev in so postali velik problem šele po uporabi pesticidov. Za škodljivčev preporod kot sekundarni škodljivčev izbruh so ugotovili, da so naravni sovražniki bolj občutljivi na pesticide kot škodljivci sami, v nekaterih primerih to povzroča večanje populacije škodljivcev, glede na obdobje pred uporabo pesticidov.

## Odprava pesticidov
Na voljo imamo kar nekaj alternativ za zmanjšanje učinkov pesticidov na okolje. Obstajajo različne alternative , kot so ročno odstranjevanje plevela in škodljivcev iz rastlin, uporaba toplote, pokrivanje plevela s plastiko, polaganje pasti in vab za odstranitev škodljivcev. Škodljivcem se je mogoče izogniti z odpravo škodljivčevih razmnoževalnih območij, ohranjanje zdravih tal, ki vplivajo na gojenje zdravih rastlin, ki so odporne na škodljivce, sajenje avtohtonih vrst, ki so naravno bolj odporne na škodljivce, in uporabe biološkega nadzora.